# Barryvox

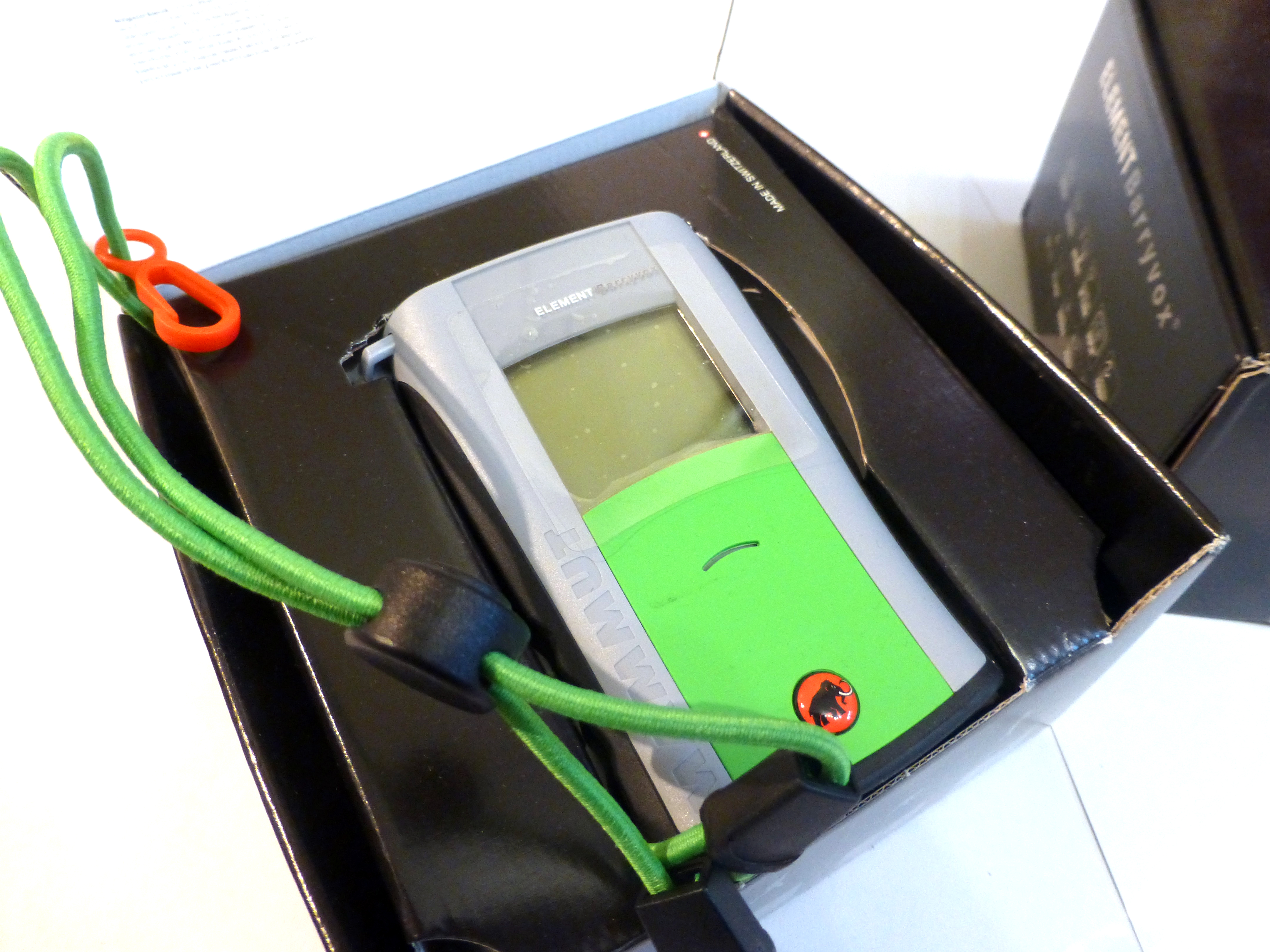
Lawinensuchgerät Barryvox Element (2015)

Barryvox ist der Markenname eines Lawinenverschüttetensuchgeräts (LVS) aus der Schweiz. Ursprünglich wurde es unter der Bezeichnung VS-68 um 1970 von Autophon im Auftrag der Schweizer Armee entwickelt und kam ab 1974 auf den freien Markt. Der Name «Barryvox» wurde inspiriert durch den legendären Rettungshund Barry, der auf dem Grossen St. Bernhard über 40 Menschen das Leben gerettet haben soll.

## Geschichte

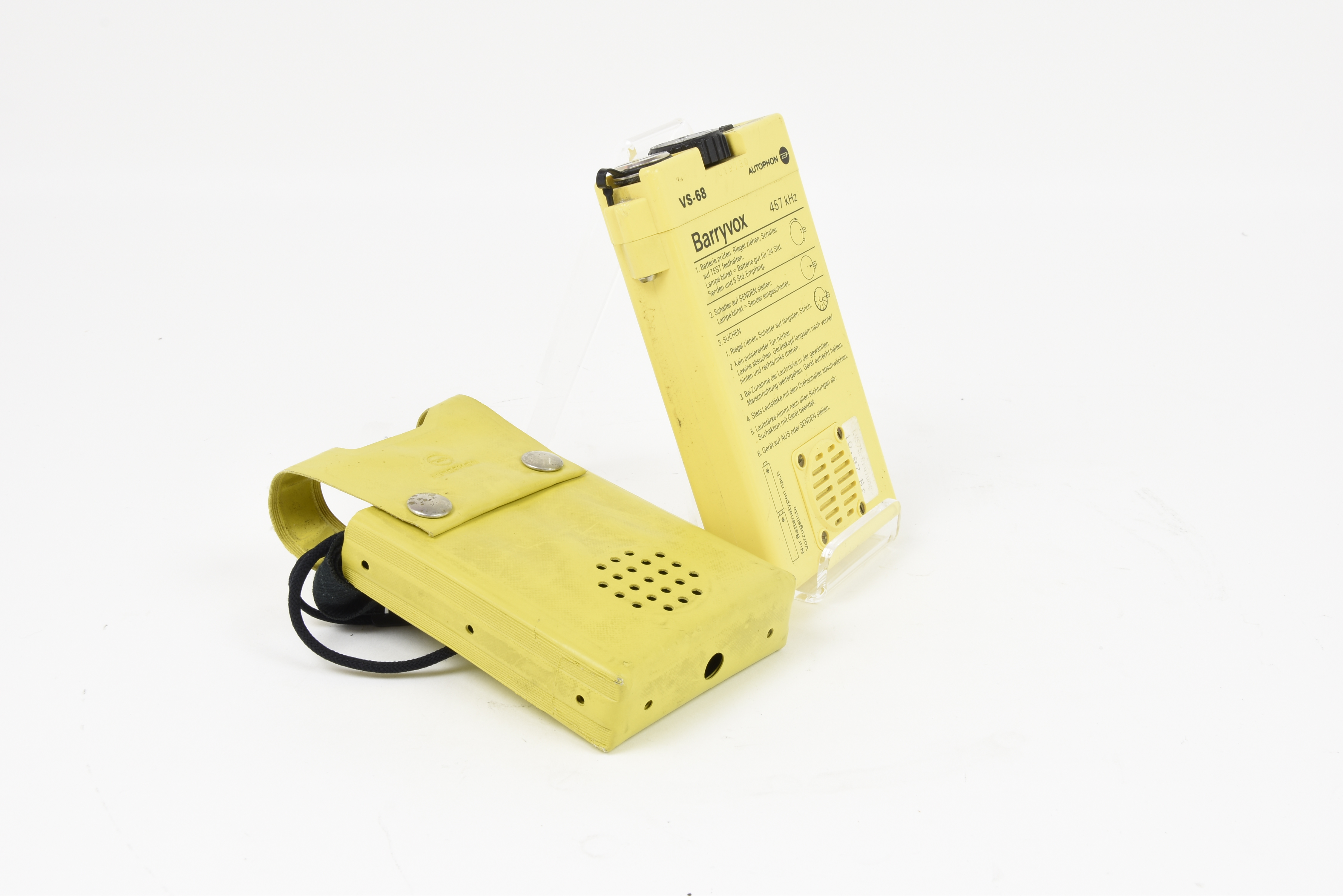
Barryvox VS-68

Ende der 1960er Jahre entwickelte der US-amerikanische Elektroingenieur und Pilot John Lawton «Skadi», das erste kompakte Lawinenverschüttetensuchgerät. Benannt war es nach Skadi, der nordischen Göttin der Jagd und des Winters. Es konnte sowohl als Sender als auch als Empfänger eingesetzt werden und kam 1971 auf den Markt.
In der Zwischenzeit wurde Skadi zusammen mit anderen Suchtechniken vom Eidgenössischen Institut für Schnee- und Lawinenforschung getestet. Weil es mit Abstand die besten Resultate erbrachte, wollte die Schweizer Armee das Gerät beschaffen, um die Gebirgstruppen damit auszustatten. Statt das LVS zu importieren, fand eine nationale Ausschreibung statt. Bei dieser erhielt 1970 die Autophon AG den Zuschlag, ein solches Gerät zu entwickeln. Die Entwicklungszeit dauerte nur rund 13 Monate und kostete rund 210'000 Franken. Im Winter 1973/74 wurden 82 Geräte durch Lawinenspezialisten der Gebirgskampfschule in Andermatt erprobt. Der Name VS-68 bezieht sich auf das Jahr 1968, in dem die Armee nach einer besseren Lösung für die Lawinenrettung zu suchen begann.
Dieses Gerät mit gelbem Gehäuse wurde ab 1974 auch auf dem freien Markt vertrieben. Der Leiter der Werbeabteilung der Autophon AG prägte dafür den Namen «Barryvox». Für die Armee wurde es 1975 als LVS 75 leicht überarbeitet und erhielt ein rotes Gehäuse. Ab den frühen 1980er Jahren, nach der Beendigung des Armee-Grossauftrags, lagerte die Autophon die Produktion an die Girsberger Elektronik AG in Eglisau aus. 
2005 entwickelte die Girsberger Elektronik AG das VS 2000 Pro als neues Gerät für die professionelle Lawinenrettung. Nachdem die 1987 aus der Fusion der Autophon mit zwei anderen Firmen entstandene Ascom AG das Marketing in den frühen 1990er Jahren an die Mammut Sports Group abgetreten hatte, übernahm diese 2008 auch das geistige Eigentum an den Barryvox-Geräten. Die Entwicklungsabteilung verkaufte Ascom im gleichen Jahr an die CCS Adaxys AG, welche die Geräte weiterhin in der Schweiz entwickelt und produziert.

## Trivia
In der Eröffnungsszene des Films «James Bond 007 – Im Angesicht des Todes» (1985) verwendet James Bond, dargestellt von Roger Moore, ein gelbes Barryvox. Dadurch gelingt es ihm, einen tödlich verletzten MI6-Kollegen im sibirischen Eis aufzuspüren und ihm einen geheimen Mikrochip zu entnehmen, der nicht in die Hände der Sowjets fallen darf.